# Влада Драгог Стаменковића
Влада Драгог Стаменковића је била пето Извршно веће Социјалистичке Републике Србије. Формирана је 17. новембра 1964. и трајала је до 6. маја 1967. године.

## Састав Владе
| Функција                                           | Слика | Име и презиме        | Странка        | Детаљи                               |
| -------------------------------------------------- | ----- | -------------------- | -------------- | ------------------------------------ |
| Председник Извршног већа                           |       | Драги Стаменковић    | СК Југославије |                                      |
| потпредседник и секретар за образовање и културу   |       | Александар Бакочевић | СК Југославије |                                      |
| Секретари                                          |       |                      |                |                                      |
| Секретар унутрашњих послова                        |       | Милисав Лукић        | СК Југославије | на функцији до 1965. године          |
| Секретар унутрашњих послова                        |       | Животије Срба Савић  | СК Југославије | на функцији од 1965. до 1966. године |
| Секретар унутрашњих послова                        |       | Славко Зечевић       | СК Југославије | на функцији од 1966. године          |
| Секретар за социјалну политику и комуналне послове |       | Раденко Броћић       | СК Југославије |                                      |
|                                                    |       | Живан Васиљевић      | СК Југославије | до 1965. године                      |